# Наянов, Фёдор Васильевич
Фёдор Васильевич Наянов — советский хозяйственный и военный деятель, капитан 1 ранга.

## Биография
Родился в 1902 году в селе Иловай-Бригадирское Тамбовской губернии. Член КПСС.
С 1924 года — на военной службе и хозяйственной работе. В 1924—1962 гг. — краснофлотец, участник Великой Отечественной войны, капитан отделения вспомогательных судов тыла и гаваней КронМОР КБФ, в Кронштадтском морском оборонительном районе, капитан отделения вспомогательных судов и гаваней КронМОР КБФ, капитан отделения вспомогательных судов тыла и гаваней КронМОР БФ, начальник Арктической экспедиции для проводки речных судов из Архангельска в Сибирь по Северному Ледовитому океану, Северным морским путём, начальник Экспедиции спецморпроводок речных судов Министерства речного флота СССР.
За организацию и осуществление массовой проводки речных судов арктическими морями был в составе коллектива удостоен Сталинской премии за выдающиеся изобретения и коренные усовершенствования методов производственной работы 1950 года.
Умер в 1986 году.

## Память
Об организации проводки речных судов по Северному морскому пути под руководством Ф. В. Наянова рассказывается в повестях Юрия Клименченко "Перышки в океане" и "Корабль идёт дальше"
В честь Ф.В.Наянова был назван сухогрузный теплоход Енисейского речного пароходства. Также его имя носил впоследствии переименованный буксир-токач РТ-600.